# Serbiens nationalförsamling
Serbiens nationalförsamling (serbiska: Народна скупштина, Narodna skupština) är Serbiens lagstiftande församling och har ett enkammarsystem. Nationalförsamlingen har 250 ledamöter som väljs på 4-åriga mandat utifrån ett proportionellt valsystem med en femprocentsspärr (spärren gäller dock inte för partier som representerar etniska minoriteter) och med hela landet som en enda valkrets.